# Générateur de technétium 99m

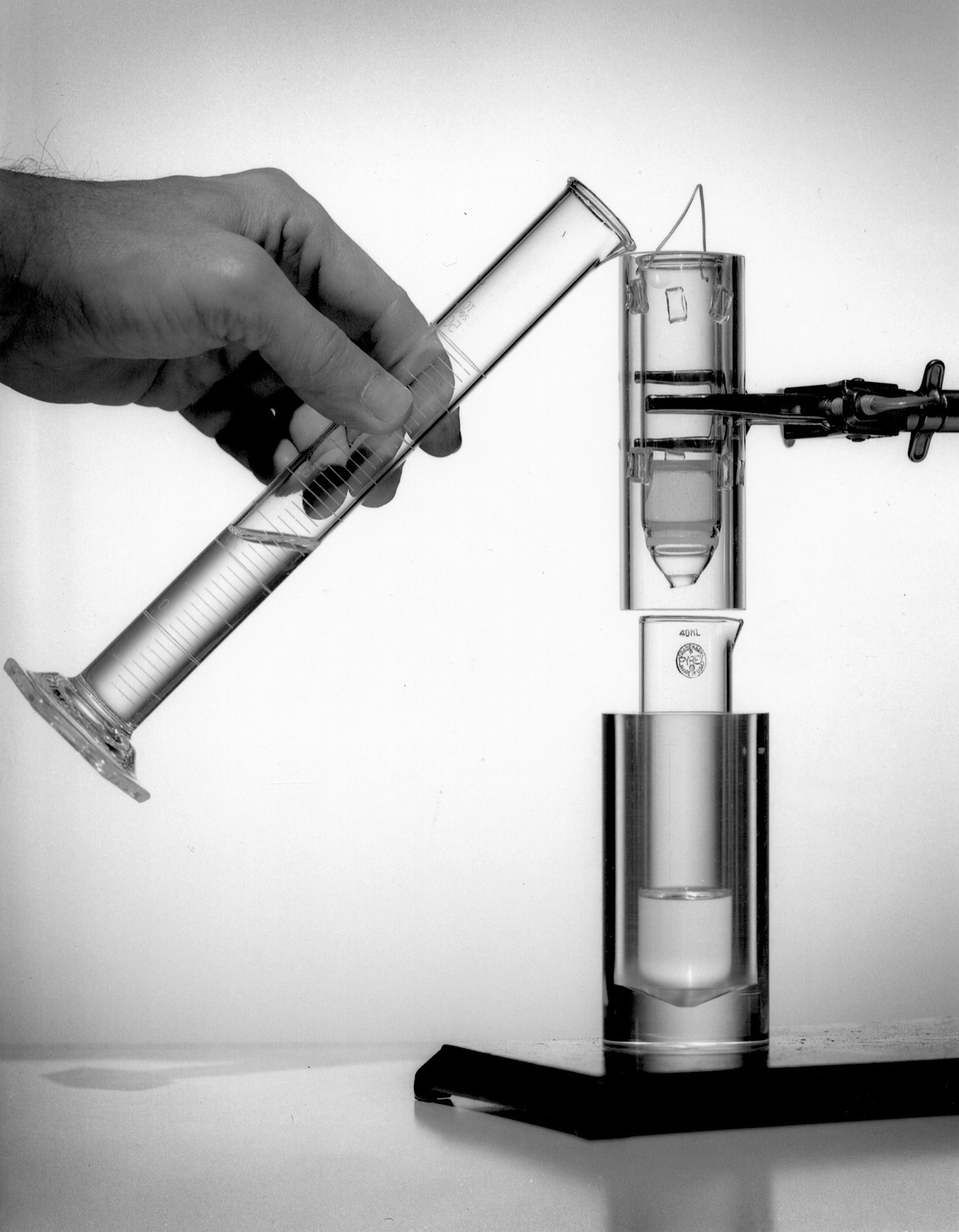
Générateur de technétium 99m développé au laboratoire national de Brookhaven.

Un générateur à technétium 99m, familièrement appelé vache à technétium, est un dispositif utilisé pour extraire l'isomère nucléaire 99mTc du technétium à partir de molybdène 99.